# Alanycarb
Alanycarb ist ein synthetisches Insektizid aus der Wirkstoffgruppe der Carbamate. Es wurde Ende der 1980er-Jahre von der Firma Otsuka eingeführt.

## Wirkungsweise
Alanycarb wirkt als Kontakt- und Fraßgift. Die Wirkung gleicht dabei der Wirkungsweise anderer Carbamat-Insektizide. Es hemmt das Enzym Acetylcholin-Esterase in den Synapsen des Nervensystems. Dies bewirkt einen Überschuss des Acetylcholins an der postsynaptischen Membran, was eine Dauererregung des Nervensystems zur Folge hat. Die Nervenfunktion kommt zum Erliegen und der betroffene Organismus ist gelähmt, was bis zum Atemstillstand und Tod führen kann.

## Verwendung
Alanycarb ist ein Insektizid mit einem breiten Wirkspektrum. Es wird zur Bekämpfung von Schmetterlingen (Lepidoptera), Käfern (Coleoptera), Fransenflügler (Thysanoptera) und Schnabelkerfen (Hemiptera) im Anbau von Weinreben, Zitruspflanzen und Gemüse sowie im Tabakanbau angewandt.

## Toxizität
Alanycarb ist leicht augenreizend. Es wird von der World Health Organization als Klasse-II-Toxin (moderat gefährlich) eingestuft.
Alanycarb ist giftig für Bienen. Die Verbindung ist nicht sehr persistent im Boden mit einer Halbwertszeit von 1 bis 2 Tagen. Außerdem zersetzt sie sich schnell unter Einwirkung von Sonnenlicht.

## Zulassung
In der Europäischen Union sind keine Pflanzenschutzmittel mit dem Wirkstoff Alanycarb zugelassen. Die Rückstandshöchstmenge wurde für alle Lebensmittel auf 0,01 mg/kg festgelegt.